# Molární plynová konstanta
Molární plynová konstanta (též univerzální plynová konstanta) je fyzikální konstanta používaná ve stavové rovnici, kde uvádí do souvislosti různé stavové veličiny.

## Jednotka a značení
- Jednotka v SI: J·mol−1·K−1
- Doporučená značka: {\displaystyle R}, popř. {\displaystyle R_{\mathrm {m} }}

## Vlastnosti
Molární plynová konstanta se řadí mezi odvozené fyzikální konstanty a vypočítá se jako součin Avogadrovy konstanty NA a Boltzmannovy konstanty k.:
{\displaystyle R=N_{A}k\,}
Po redefinici SI jsou od roku 2019 oba činitele přesnými konstantami, proto i hodnota molární plynové hodnoty je dána přesně:
R = 8,314 462 618 153 24 J·K−1·mol−1 (přesně)
Fyzikální smysl molární plynové konstanty je souvislost s molární tepelnou kapacitou, tzn. množstvím tepla, které musíme ideálnímu plynu dodat, aby se jeden jeho mol ohřál o jeden kelvin. Například při konstantním objemu (izochorický děj) plynu s jednoatomovými molekulami je Cv,mol=3/2R.